# 12 Wielkopolska Brygada Obrony Terytorialnej
12 Wielkopolska Brygada Obrony Terytorialnej im. gen. bryg. Stanisława Taczaka (12 WBOT) – związek taktyczny Wojsk Obrony Terytorialnej Wojska Polskiego.

## Struktura organizacyjna
Struktura w 2025 :
- Dowództwo 12. Wielkopolskiej Brygady OT w Poznaniu
- 12 kompania dowodzenia
- 12 kompania logistyczna
- 12 kompania saperów
- 12 kompania wsparcia
- 122 batalion lekkiej piechoty w Dolaszewie
- 124 batalion lekkiej piechoty im. mjr. Stefana Chosłowskiego[2] w Śremie
- 125 batalion lekkiej piechoty w Lesznie

## Tradycje
Decyzją nr 10/MON Ministra Obrony Narodowej z dnia 23 stycznia 2019, brygada przejęła i z honorem kultywuje tradycje organizacji konspiracyjnych, jednostek wojskowych i pododdziałów partyzanckich zbrojnego podziemia niepodległościowego:
- Polskiej Organizacji Wojskowej Zaboru Pruskiego 1918–1919,
- Oddziałów Powstania Wielkopolskiego 1918–1919,
- Poznańskiej Brygady Obrony Narodowej 1939,
- Kaliskiej Brygady Obrony Narodowej 1939,
- Wielkopolskich batalionów Obrony Narodowej 1936–1939:
  - batalionu Obrony Narodowej „Poznań I”,
  - batalionu Obrony Narodowej „Poznań II”,
  - batalionu Obrony Narodowej „Kępno”,
  - batalionu Obrony Narodowej „Kościan”,
  - batalionu Obrony Narodowej „Koźmin”,
  - batalionu Obrony Narodowej „Krotoszyn”,
  - batalionu Obrony Narodowej „Leszno”,
  - batalionu Obrony Narodowej „Oborniki”,
  - batalionu Obrony Narodowej „Opalenica”,
  - batalionu Obrony Narodowej „Ostrów”,
  - batalionu Obrony Narodowej „Ostrzeszów”,
  - batalionu Obrony Narodowej „Rawicz”,
  - batalionu Obrony Narodowej „Szamotuły”,
  - batalionu Obrony Narodowej „Wągrowiec”,
- Dywersji Pozafrontowej Dowództwa Okręgu Korpusu VII (1937–1939),
- Wielkopolskiej Organizacji Wojskowej (1939–1940),
- Wojskowej Organizacji Ziem Zachodnich (1940),
- Narodowej Organizacji Bojowej (1939–1941),
- Narodowej Organizacji Wojskowej Okręgu Poznań (1942–1943),
- Wielkopolskiego Kierownictwa Związku Odwetu (1940–1942),
- Poznańskiego Okręgu Związku Walki Zbrojnej – Armii Krajowej (1942-1945),
- Wielkopolskiej Samodzielnej Grupy Ochotniczej „Warta” (1945-1946) i Wielkopolskich Oddziałów Leśnych Zbrojnego Podziemia:
  - Oddziału por. Jankowskiego „Orlika”,
  - Oddziału Jana Kempińskiego „Błyska”,
  - Oddziału Ludwika Sinieckiego „Szarego”,
- Kierownictwa Walki z Bezprawiem Konspiracyjnego Wojska Polskiego ppor. Feliksa Gruberskiego „Artura”, „Rybaka” (1945-1946);

Brygada przyjęła imię gen. bryg. Stanisława Taczaka.
Doroczne święto brygady ustanowiono na dzień 26 stycznia.
Decyzją nr 11/MON Ministra Obrony Narodowej z dnia 23 stycznia 2019, wprowadzono odznakę pamiątkową i proporce rozpoznawcze Dowódcy 12 WBOT oraz jej pododdziałów.

Insygnia
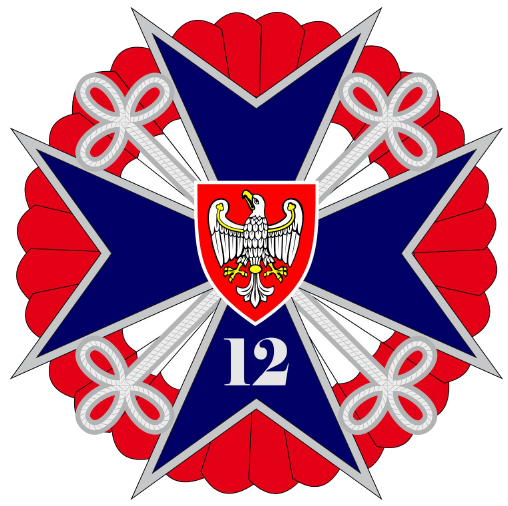
Odznaka pamiątkowa
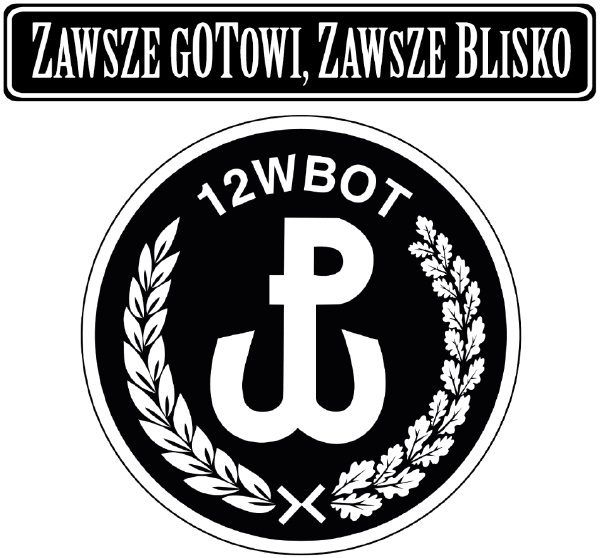
Oznaka rozpoznawcza na mundur wyjściowy
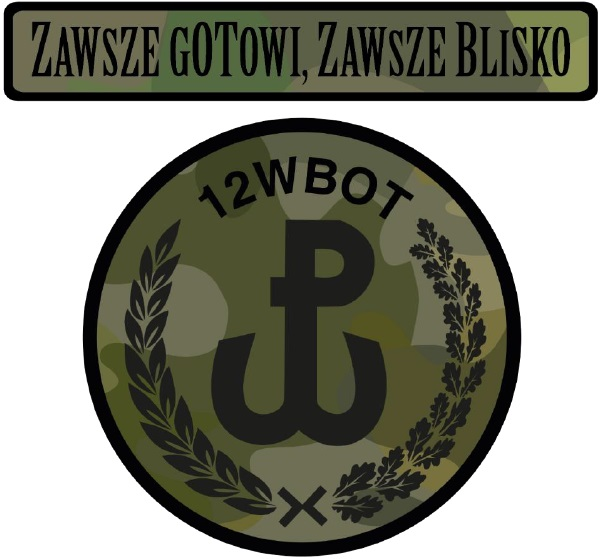
Oznaka rozpoznawcza na mundur polowy

## Dowódcy brygady
- płk Rafał Miernik (2018–2021)[5] [6]
- płk Zbigniew Targoński (2021–2023)[7]
- płk Dariusz Wyrzykowski (od 2023)[8]